# اچ‌ام‌سی‌اس میفلاور (کی۱۹۱)
اچ‌ام‌سی‌اس میفلاور (کی۱۹۱) (به انگلیسی: HMCS Mayflower (K191)) یک کشتی بود که طول آن ۲۰۵ فوت (۶۲٫۴۸ متر) بود. این کشتی در سال ۱۹۴۰ ساخته شد.